# اتفاقية أديس أبابا (1993)
كانت اتفاقية أديس أبابا تسوية تم التوصل إليها في مؤتمر المصالحة الوطنية في الصومال عام 1993.

## روابط خارجية
- النص الكامل للاتفاقية